# Serra do Moradal
A Serra do Muradal é uma elevação de Portugal Continental, com 912 metros de altitude. Situa-se no Concelho de Oleiros na Beira Baixa.
Na Serra do Moradal nascem a Ribeira da Sertã e a Ribeira do Alvito. Está integrada no Geoparque Naturtejo.